# Pamukkale
Pamukkale (tur. Bawełniany zamek lub Bawełniana twierdza) – turecka miejscowość położona w dolinie Cürüksu (w starożytności zwanej Doliną Lycos), około 18 km od Denizli. 
Słynie z wapiennych osadów powstałych na zboczu góry Cökelez. Wypływająca z gorących źródeł woda, bogata w związki wapnia i dwutlenek węgla, ochładzając się na powierzchni, wytrąca węglan wapnia, którego osady tworzą liczne nacieki.  Na zboczu góry powstają progi, półkoliste i eliptyczne baseny wody termalnej, oddzielone od siebie obłymi zaporami, po których spływa woda. Proces ten trwa od około 14 tysięcy lat. Powstające tu skały osadowe to trawertyny. 
Władze tureckie objęły teren ochroną tworząc  park narodowy, który jest wpisany na listę światowego dziedzictwa przyrodniczego.  Wybudowane w okolicy hotele przyczyniły się do degradacji środowiska. W związku z tym władze tureckie nakazały ich zamknięcie i rozbiórkę.  W 1997 została zamknięta trasa turystyczna prowadząca przez naturalne tarasy. Dla zwiedzających udostępniona jest część południowa wzdłuż sztucznego kanału, którym spływa woda napełniając utworzone sztucznie baseny. Wejście na trawertyny, z uwagi na ochronę osadów, jest możliwe tylko po zdjęciu obuwia. Zawartość wapnia w spływającej wodzie jest tak wysoka, że może pokryć osadem grubości 1 mm powierzchnię około 4,9 km² rocznie. Betonowe zapory tworzące sztuczne baseny są już dokładnie przykryte osadem. Przepływ wody (ilość i miejsce) jest regulowany przez pracowników parku tak, aby równomiernie zasilać naturalne i sztuczne baseny.

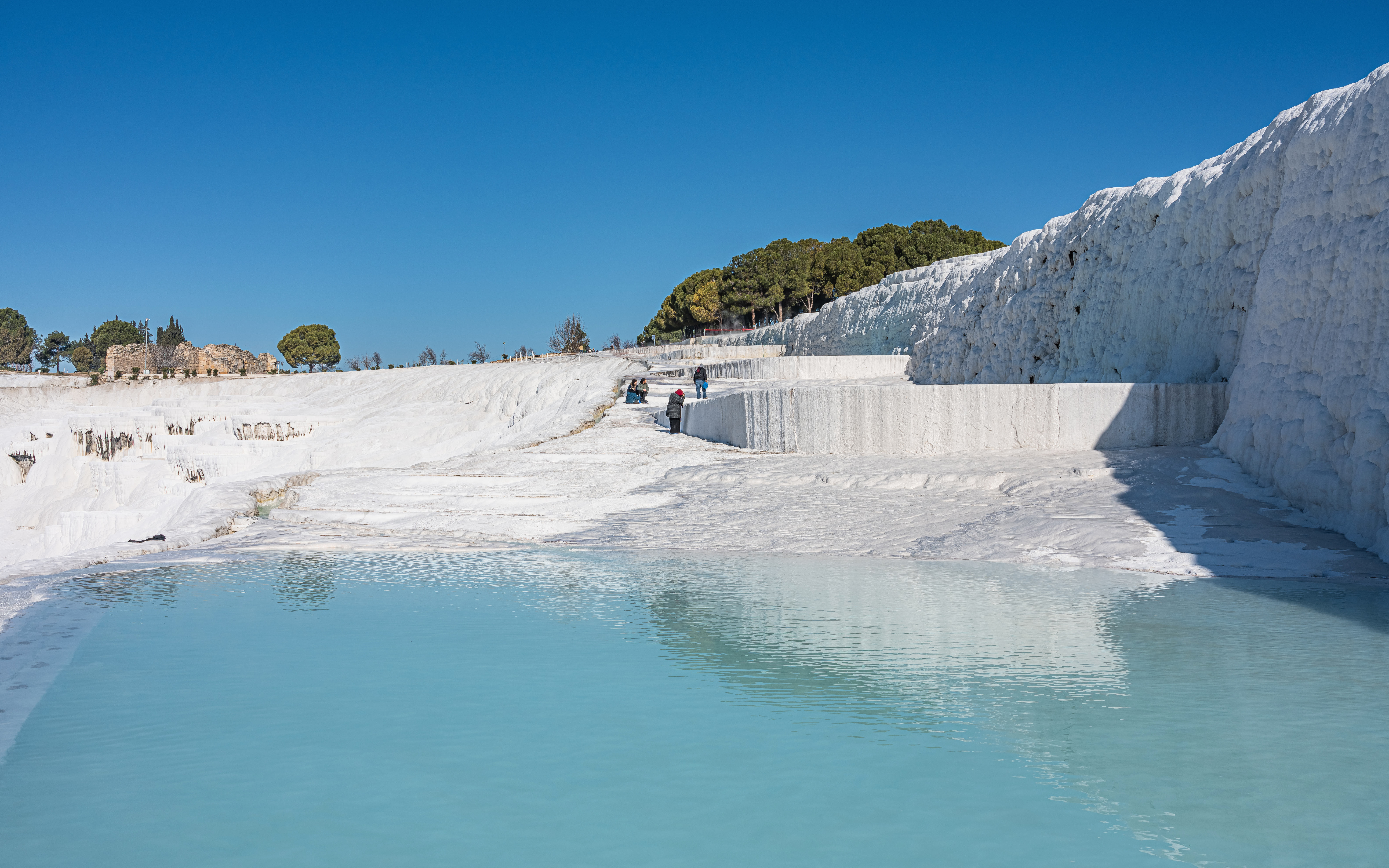
Baseny z ciepłą wodą
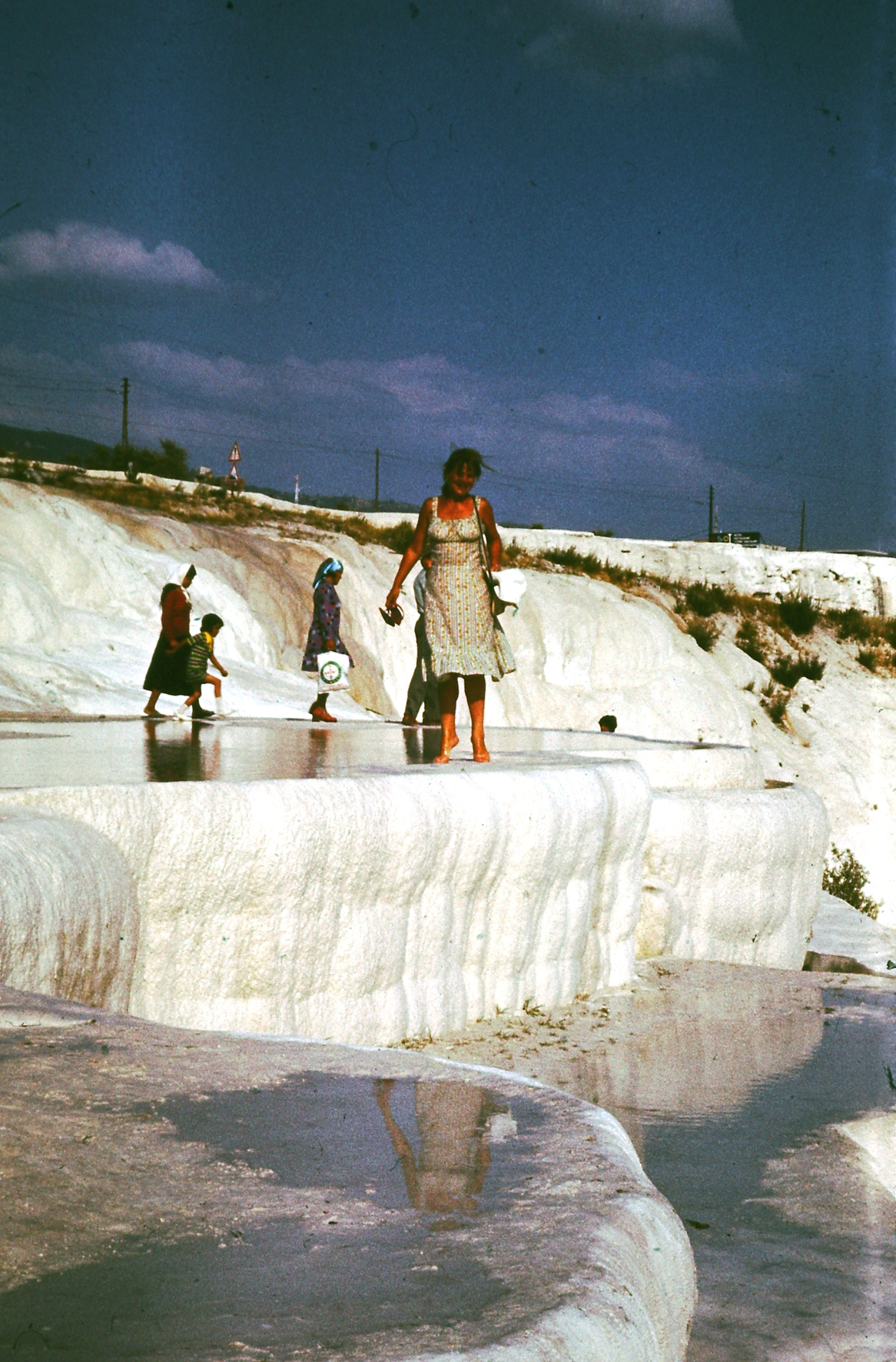
Amfiteatralnie usytuowane półkoliste baseny wody termalnej na zboczach wzgórza
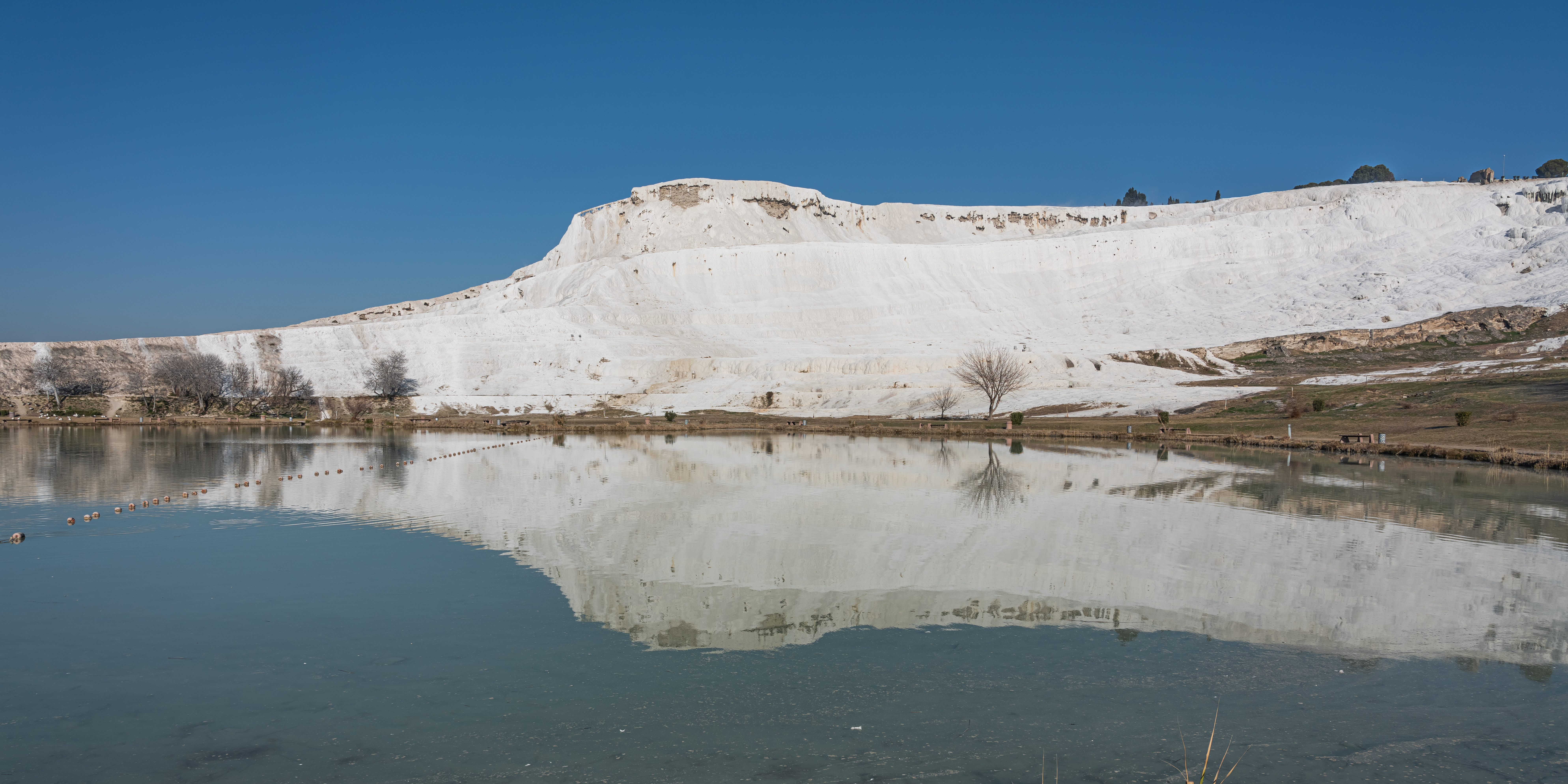
Widok na zbocze góry
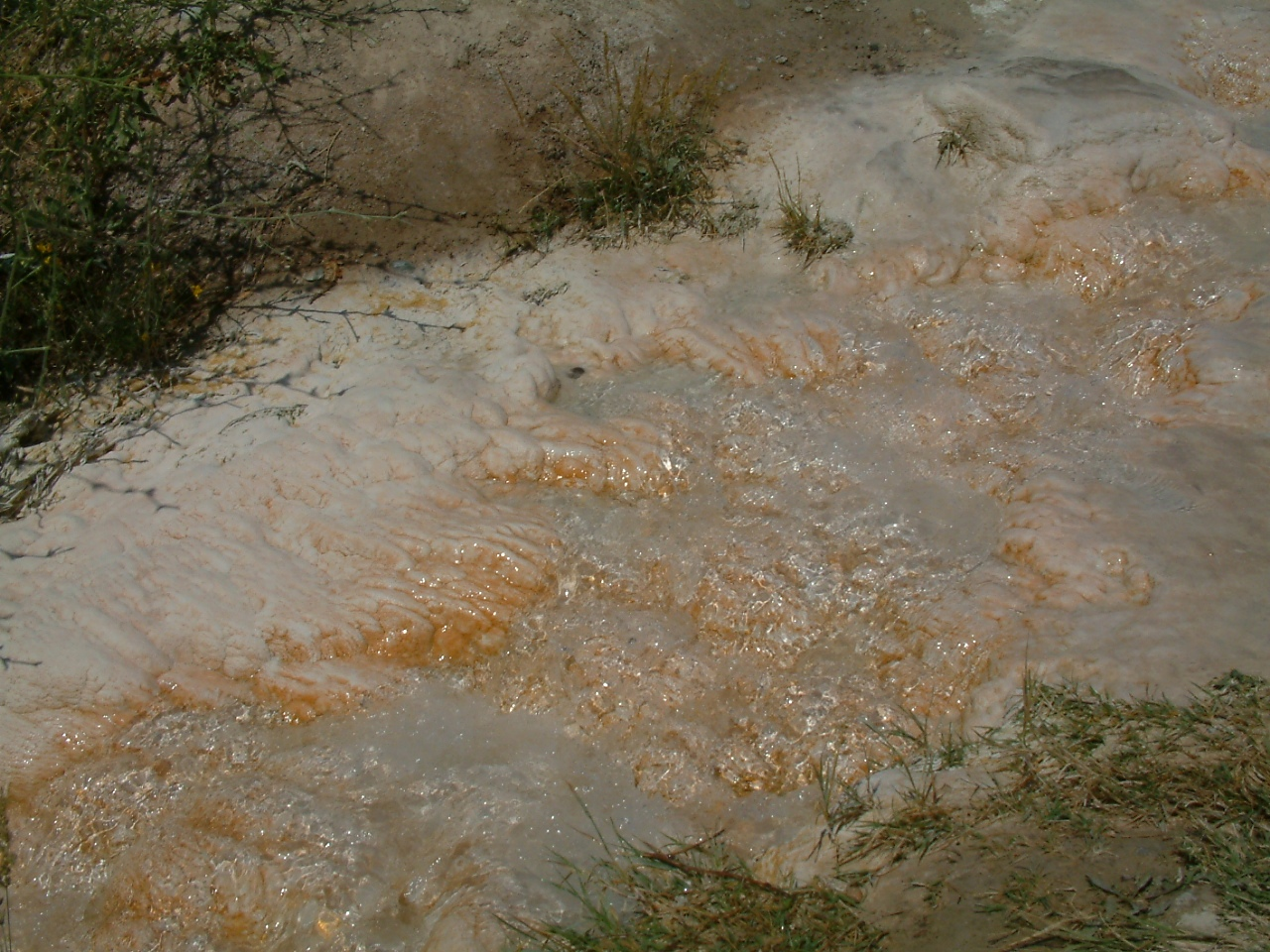
Osady wapienne w formie nacieków
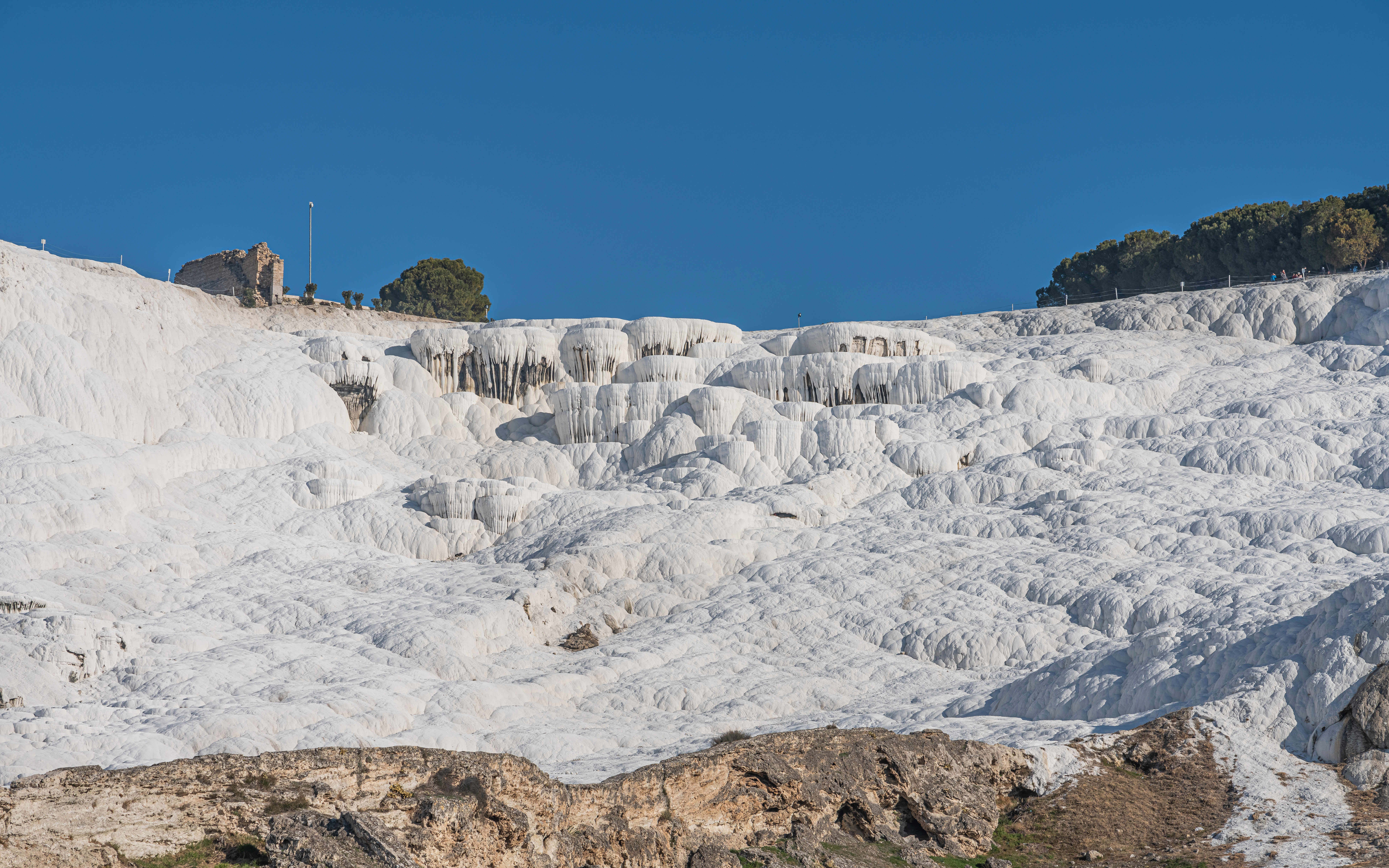
Tarasy

Pamukkale położone jest na linii uskoku tektonicznego. Nie są to jedyne źródła wód termalnych w tej okolicy. W pobliżu (5 km na wschód od Pamukkale), w miejscowości Karahayit, biją źródła których wody zawierają sporo domieszek żelaza, sodu i magnezu. Tlenki tych metali powodują  zabarwienia osadów na kolor czerwony, zielony i żółty. W miejscowości Kavakbasi (4 km od Pamukkale) znajdują się dwa błotniste źródła z dużą zawartością związków siarki. Lecznicze właściwości źródeł znajdujących się w tych miejscowościach znane były od wieków. 
W czasach starożytnych powyżej tarasów powstało miasto – uzdrowisko o nazwie Hierapolis.

## Miasta partnerskie
- Eger, Węgry
- Las Vegas, Stany Zjednoczone